# Karol Plicka
Karol Plicka (pierwotnie: Karel Plicka; ur. 14 października 1894 w Wiedniu, zm. 6 maja 1987 w Pradze) – czesko-słowacki artysta i naukowiec, czynny w wielu dziedzinach. Najbardziej znany jako fotograf, reżyser filmowy, operator kamery, a także jako folklorysta, etnograf i dokumentalista tradycyjnej kultury ludowej Czechów i Słowaków.
Grób Karola Plicki znajduje się na słowackim Cmentarzu Narodowym w Martinie.
Od 1988 r. w tzw. Dworze Pronay’ów (słow. Prónayovska kúria) w Blatnicy u stóp Wielkiej Fatry znajduje się Muzeum Karola Plicki.

## Odznaczenia
W 1991 roku został pośmiertnie odznaczony Orderem Tomáša Garrigue Masaryka III klasy.

## Filmografia
- Za slovenským ľudom (1928)
- Po horách, po dolách (1929)
- Zem spieva (1933)

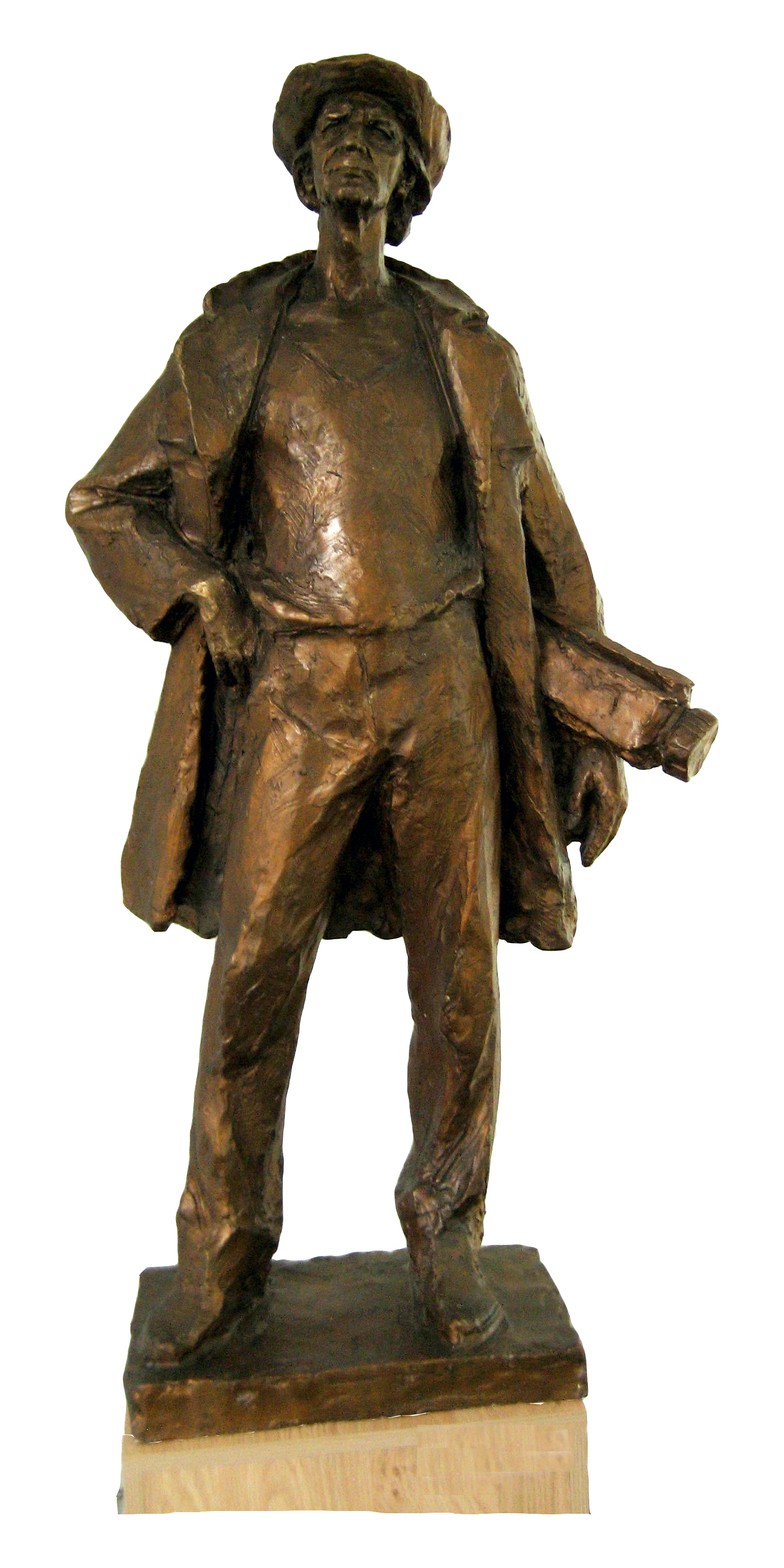
Rzeźba przedstawiająca Karola Plickę, autorstwa Jána Kulicha

- Prezident republiky dr. Beneš u nás (1936)
- Za Slovákmi od New Yorku po Missssipi (1937)
- Věčná píseň (1941)
- Barokní Praha (1943)
- Pán prezident na Slovensku (1945)
- Roľnícky deň vo Zvolene (1946)

## Twórczość fotograficzna
- Pohľadnice Národopisného odboru Matice slovenskej. Séria 1 – 12 (Martin, 1924 – 1926)
- Slovensko (Martin, 1937)
- Praha ve fotografii Karla Plicky (Praga, 1940)
- Slovensko vo fotografii Karola Plicku (Martin, 1949)
- Praha královská (Praga, 1940)
- Vltava (Praga, 1957)
- Pražský hrad (Praga, 1959)Grób Karola Plicka na Cmentarzu Narodowym. Owalny kamień symbolizuje obiektyw aparatu
- Zlatá brána (Martin, 1964)

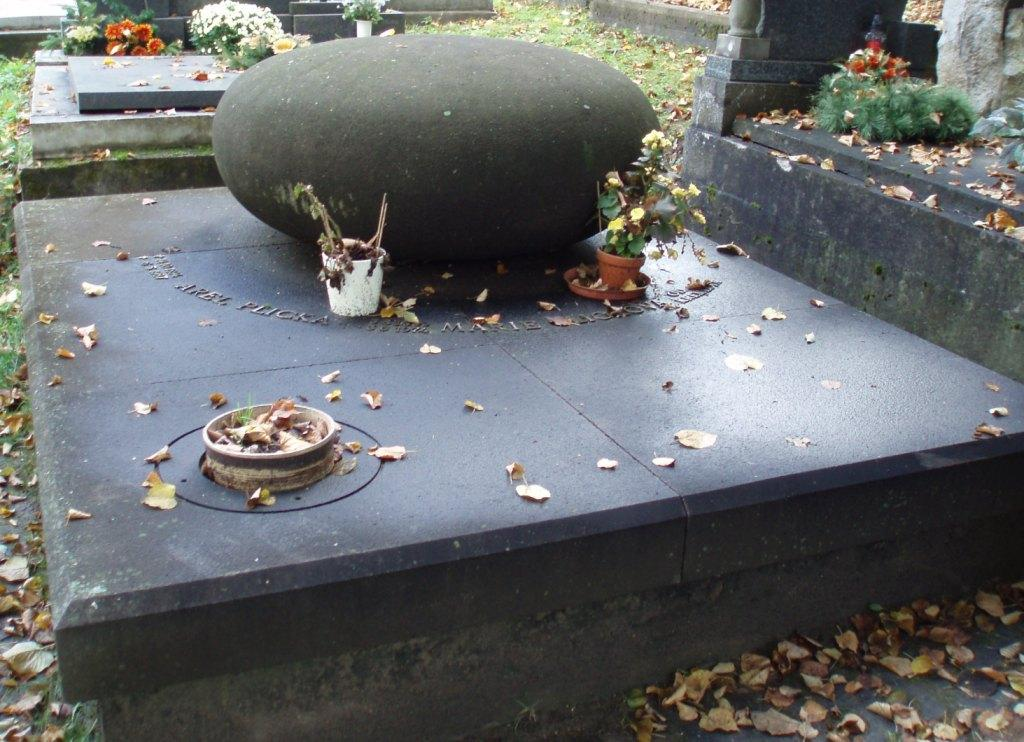
Grób Karola Plicka na Cmentarzu Narodowym. Owalny kamień symbolizuje obiektyw aparatu

- Prague the Golden City (Praga, 1965)
- Praga, quando te aspiciam (Praga, 1967)
- Spiš (Martin, 1971)
- Československo (Praga, 1974)
- Prechádzky Prahou (1976)
- Vlast líbezná (1979)

## Folklor muzyczny
- Eva Studeničová spieva (Martin, 1928)
- Slovenské pesničky (Martin, 1937)
- Český zpěvník (Praga, 1946)
- Český rok v pohádkách, písních, hrách a tancích, říkadlech a hádankách 1-4. Jaro – Zima. (Praga, 1944 – 1961) (z F. Volfem i K. Svolinským)
- Slovenský spevník 1 (Bratysława, 1961)
- Kytice balad z lidové epiky československé (Praga, 1965) (z F. Volfem)
- Zbojnícke piesne slovenského ľudu (Bratysława, 1965)